# Кусков Єлизар Ілліч
Єлизар Ілліч Кусков (30 червня 1918, Можайський повіт Московської губернії, тепер Московської області, Російська Федерація — 6 листопада 1980, місто Москва) — радянський партійний діяч, журналіст, 1-й заступник завідувача міжнародного відділу ЦК КПРС зі зв'язків з комуністичними партіями капіталістичних країн. Член Центральної Ревізійної Комісії КПРС у 1971—1976 роках.

## Життєпис
У 1933—1936 роках — секретар сільської ради Уваровського району Московської області, завідувач відділу редакції Уваровської районної газети Московської області.
У 1938—1953 роках — у Червоній армії, учасник Другої світової війни.
Член ВКП(б) з 1939 року.
У 1952 році закінчив заочно Вищу партійну школу при ЦК ВКП(б).
У 1953—1956 роках — літературний співробітник, завідувач відділу, відповідальний секретар газети «За прочный мир, за народную демократию!».
З 1956 року — в апараті ЦК КПРС.
У 1965—1970 роках — заступник, у липні 1970 — 1975 року — 1-й заступник завідувача міжнародного відділу ЦК КПРС зі зв'язків з комуністичними партіями капіталістичних країн.
З 1975 року — персональний пенсіонер союзного значення в Москві.
Помер 6 листопада 1980 року після важкої, тривалої хвороби. Похований на Троєкуровському цвинтарі Москви.

## Нагороди і звання
- орден Жовтневої Революції (1971)
- чотири ордени Трудового Червоного Прапора (1958, 1966, 1967, 1968)
- орден Вітчизняної війни ІІ ст. (1951)
- орден Праці (Угорщина)
- медаль «За бойові заслуги»
- медалі